# Bionicle: The Game
Bionicle: The Game es un videojuego de acción-aventura lanzado en 2003. El juego está basado en la película Bionicle: la Máscara de la Luz y otras partes de la historia de Bionicle, pero el juego no está realmente basado en la película. Inicialmente, el juego se suponía que iba hacer cada Toa, Toa Nuva, y los Toa de Luz jugables, pero debido a los plazos, la mayor parte del juego fue rechazada. Sin embargo, puedes jugar como todos los personajes en la versión de Game Boy Advance.

## Historia
El juego sigue la historia de 2001-2003 con solamente una omisión evidente, la primera parte de la historia de 2001, cuando los Toa enfrentan por primera vez a Makuta, fue cortada. Sin embargo, muchas partes de la historia fueron "reducidas". El juego comienza cuando los Bohrok están atacando Mata Nui, y pasa dos niveles que representan las batallas de Tahu y Kopaka contra ellos. Después de eso, el juego se mueve al nivel de Gali Nuva, en el que los Bohrok Kal son presentados, y todos son derrotados de una vez por Gali. En la historia, Tahu Nuva utiliza el Kanohi Vahi, la máscara del tiempo, para permitir que él y los otros cinco Toa los derroten. El nivel de Pohatu entonces representa un "punto medio" entre las historias; Pohatu está dando la noticia o Onua de que los Rahkshi han despertado. Onua entonces derrota a Lerahk en su nivel al dejar caer una unidad de eje sobre Lerahk, Lewa pelea contra Panrahk en su nivel, y Tahu se desliza por la lava persiguiendo a Kurahk, que se ha hecho con la Máscara de la Luz. Cuando captura a Kurahk, la máscara de la luz se fusiona con Takua, que se convierte en Takanuva (Takua Nuva en el juego) y derrota a Makuta, señor de las sombras, en el nivel final del juego. Se transforma en Takutanuva y abre la puerta y despierta a Mata-Nui. Los Turaga y Matoran solamente hacen un par de apariciones, ninguna de los cuales son muy importantes para la trama.

## Jugabilidad
Los controles básicos incluyen el uso de escudos y de golpes de luz elemental para derrotar a los enemigos y abrir contenedores. En total, hay 8 niveles en el juego incluyendo la batalla contra Makuta. Algunos errores de continuidad fueron hechos, como Lewa Nuva recogiendo un Krana después de vencer a un Rahkshi, cuando debería haber sido un Kraata.

## Recepción
El juego tuvo una combinación entre críticas mixtas y positivas. Obtuvo un 3,8 por IGN, y un 6,5 por Game Informer. Fue criticado por jugabilidad repetitiva, gráficos feos, y falta completa de innovación. Game Informer declaró que solamente sería apropiado para los "obsesionados con LEGO de 8 años de edad". Adrenaline Vault le dio un 80%.